# Eugenie Lautensach-Löffler
Eugenie Lautensach-Löffler (* 6. August 1902 in Ramstein; † 11. Juli 1987 in München) war eine deutsche Geographin und Heimatkundlerin.

## Leben
Eugenie Lautensach-Löffler war Tochter des Oberlehrers Georg Löffler und seiner Frau Martha, geborene Pletsch.
Sie wuchs in Ramstein auf und besuchte die dortige Volksschule, danach die Höhere Weibliche Bildungsanstalt in Kaiserslautern. 1922 legte sie am humanistischen Luisengymnasium in München ihr Abitur ab. Im Anschluss studierte sie an der dortigen Universität Germanistik, Geschichte und Geographie. 1926 beendete sie ihr Studium mit einer Dissertation bei Erich von Drygalski über „Die Oberflächengestaltung des Pfälzer Stufenlandes“.
Nach einer Assistenzzeit bei Drygalski war sie ab 1931 als Fachredakteurin für Geographie in Freiburg tätig. 1935/36 folgten Arbeiten in der Kartenabteilung des Deutschen Auslandsinstituts in Stuttgart. Eugenie Lautensach-Löffler zog 1936 wieder zurück nach Ramstein aufgrund eines Forschungsstipendiums bzgl. Untersuchungen über die westpfälzische Moorniederung.
1939 heiratete sie den bekannten Geographen Hermann Lautensach, in den Kriegsjahren gebar sie zwei Kinder. 1947 zog sie mit der Familie nach Stuttgart, weil ihr Mann an das Institut der Technischen Hochschule berufen wurde. 1950 wurde sie Ehrenmitglied der Pollichia.
1956 verfasste sie im „Handbuch der naturräumlichen Gliederung Deutschlands“ eine Darstellung der Kaiserslauterer Senke. 1957 beschäftigte sie sich mit der sozialgeographischen Besonderheit Ramsteins, 1965 nochmals mit der Schrift „Ramstein und Sembach – Zum Wandel der Lebensverhältnisse in zwei pfälzischen Flugplatzgemeinden“. In unmittelbarer Nähe liegt die Ramstein Air Base. Bei Sembach befand sich zu dieser Zeit noch die Sembach Air Base. Eugenie Lautensach-Löffler engagierte sich für den Erhalt historischer Bausubstanz.
Sie veröffentlichte neben ihren vielen wissenschaftlichen Publikationen auch in Ortschroniken, Jahrbüchern und Heimatkalendern. In Ramstein-Miesenbach ist eine Straße (Dr.-Eugenie-Lautensach-Straße; in der Nähe des Gymnasiums) nach ihr benannt.
Eugenie Lautensach-Löffler wurde auf dem Friedhof in München-Forstenried begraben.

## Werke
- Ramstein, Ein Heimatbuch über die geschichtl. Entwicklung der Grossgemeinde, dargeboten zum Jubiläum 750 Jahre Ramstein. Ramstein-Miesenbach 1965.
- Das Sonderklima des Pfälzer Gebrüchs. Kaiserslautern, Westpfalz-Verl.1940.
- 200 Jahre Moorkultur und Torfwirtschaft im Reichswaldgebrüch bei Kaiserslautern. Kaiserslautern, Pfälz. Ges. zur Förderung d. Wissenschaften 1938.
- Landschaft und Stadt in Pfalz und Saar. Heidelberg, Saarbrücken, Westmark-Verl. 1936.
- Landeskunde des Freistaates Bayern Teil1. Leipzig, E. A. Seemanns Lichtbildanstalt, 1930.
- Die Oberflächengestaltung des Pfälzer Stufenlandes. Stuttgart : J. Engelhorns Nachf. 1929.